# Chesterton (Huntingdonshire)
Chesterton is een civil parish in het Engelse graafschap Cambridgeshire. Het dorp ligt in het district Huntingdonshire en telt 317 inwoners.

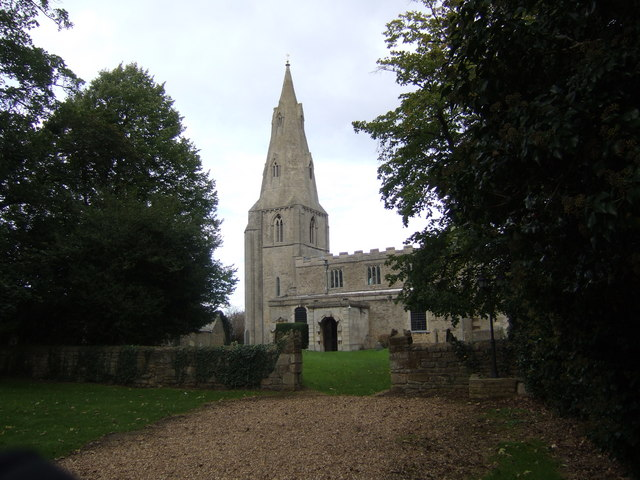
Kerk